# Okonomijaki
Okonomiyaki (japonsko お好み焼き, ) je japonski tepanjaki, slana jed iz palačink, sestavljena iz testa iz pšenične moke in drugih sestavin (mešanih ali kot prelivi), pečenih na tepanu (ploski rešetki). Običajni dodatki vključujejo zelje, meso in morske sadeže, prelivi pa vključujejo omako okonomijaki (narejeno z worcestersko omako), aonori (kosmiči posušenih morskih alg), kacuobuši (kosmiči palamide), japonsko majonezo in vložen ingver.
Okonomijaki je v glavnem povezan z dvema različicama iz Hirošime ali regije Kansai na Japonskem, vendar je široko dostopen po vsej državi, prelivi in testo pa se razlikujejo glede na območje. Ime izhaja iz besede okonomi, kar pomeni »kako vam je všeč« ali »kar vam je všeč«, in jaki, kar pomeni 'na žaru'. Je primer konamono (konamon v kansajskem narečju) ali japonske kuhinje na osnovi moke.
Imenuje se tudi s skrajšanim imenom okono, kjer je O predpona vljudnosti, kono pa pomeni 'priljubljeni'.
Okonomijaki na osnovi tekočine, priljubljen v Tokiu, se imenuje mondžajaki (napisan tudi kot mondža jaki) in skrajšano kot mondža. Zunaj Japonske ga lahko ulični prodajalci strežejo tudi v Manili, Tajpeju, Bangkoku in Džakarti.

## Zgodovina
Tanka palačinki podobna slaščica, imenovana funojaki, je lahko zgodnja predhodnica okonomijakija. Zapisi o besedi funojaki se pojavljajo že v 16. stoletju, o čemer je pisal mojster čaja Sen no Rikyū in čeprav sestavine jedi niso jasne, je morda vključevala fu (pšenični gluten). V poznem obdobju Edo (1603–1867) se je funojaki nanašal na tanko palačinko, pečeno na loncu, z misom na eni strani. Ta slaščica je prednik sodobnih slaščic kincuba (金つば), ki se v Kjotu in Osaki imenuje tudi gincuba (銀つば) in taiko-jaki (znan tudi kot imagavajaki), ki uporabljata nerian (練り餡), pasta iz sladkega fižola.
V obdobju Meidži (1868–1912) je bil mondžijaki (文字焼き), sorodna slaščica, priljubljen pri otrocih v dagašija (駄菓子屋), trgovinah s poceni sladkarijami. To so naredili tako, da so na tepan (železno rešetko) z mokasto maso risali črke (mondži) ali slike in dodajali sestavine po izbiri. Slaščičarna se je imenovala tudi dondonjaki (どんどん焼き), iz onomatopeje prodajalcev na stojnicah, ki udarjajo na bobne, da bi privabili kupce.
Beseda okonomijaki se je prvič pojavila v trgovini v Osaki v 1930-ih. Po velikem potresu v Kantōju leta 1923, ko je ljudem primanjkovalo udobja, je kuhanje teh palačink postalo zabava, po drugi svetovni vojni (ko je primanjkovalo riža) pa se je okonomijaki pojavil kot poceni in nasitna jed za vseh starosti, pogosto s slanimi dodatki, kot so meso, morski sadeži in zelenjava. Ta »razcvet okonomijakija« je povzročil, da so gospodinjska oprema in sestavine za jed postale komercialno dostopne. Mondžijaki se je razvil tudi v sorodno sodobno jed mondžajaki (モンジャ焼き), ki ima zaradi več dodane vode bolj tekoče testo, kar ima za posledico drugačno konsistenco kuhanega.
Issen jōšoku (poceni zahodnjaška kuhinja) v Kjotu, ki se je razvila v obdobju Taišō (1912–1926), je morda proizvedla zgodnjo obliko sodobnega slanega okonomijakija v obliki palačinke z worcestersko omako in sesekljano kapesato.

## Različice po regijah
Jed je znana po dveh različnih glavnih različicah, eni v Kansaiju in Osaki ter eni v Hirošimi. Druga različica je hirajači, tanka in preprosta vrsta, izdelana na Okinavi.

### Območje Kansai
Okonomijaki v slogu Kansai ali Osaka je prevladujoča različica jedi, ki jo najdemo po večini Japonske. Testo je narejeno iz moke, naribanega nagaima (dolga vrsta jama), dašija ali vode, jajc, narezanega zelja in običajno vsebuje druge sestavine, kot so zelena čebula, meso (običajno na tanke rezine narezan svinjski trebuh ali ameriška slanina), hobotnica, lignji, kozice, zelenjava, konjak, moči ali sir.
Včasih jo primerjajo z omleto ali palačinko, včasih pa jo imenujejo tudi 'japonska pica' ali 'osaška hrana za dušo'. Jed je možno pripraviti vnaprej, tako da lahko stranke po mešanju sestavin popečejo na tepanu ali posebnih kuhalnih ploščah. Lahko imajo tudi pult v slogu restavracije, kjer kuhar pripravi jed pred strankami.
Pripravljena je podobno kot palačinka. Testo in ostale sestavine popečemo na obeh straneh na tepanu s kovinskimi lopatkami, s katerimi se jed kasneje, ko je že pečena, reže. Kuhani okonomijaki je prelit s sestavinami, ki vključujejo okonomijaki omako (narejeno iz Worcesterske omake), aonori (kosmiči morskih alg), kacuobuši (kosmiči palamide), japonsko majonezo in vložen ingver (beni šōga).
Ko jo postrežemo s plastjo ocvrtih rezancev (bodisi jakisoba ali udon), se dobljena jed imenuje modan-jaki (モダン焼き), katerega ime lahko izhaja iz angleške besede 'modern' ali kot skrajšanje besede mori dakusan (盛りだくさん), kar pomeni 'veliko' ali 'visoko nabrano', kar pomeni količino hrane, ki vsebuje tako rezance kot okonomijaki. Negijaki (ねぎ焼き) je tanjša različica okonomijakija, narejena z veliko mlado čebulo, primerljiva s korejskimi pajeon in kitajskimi palačinkami z zeleno čebulo.
Različica, imenovana kašimin-jaki, je narejena iz piščanca in loja namesto svinjine v Kišivadi v Osaki. V Hamamacu se takuan (vložen daikon) meša v okonomijaki. Dušen sladek kintoki-mame se meša v okonomijaki v prefekturi Tokušima.

### Območje Hirošime
V mestu Hirošima je več kot 2000 restavracij okonomijaki in prefektura ima več teh restavracij na prebivalca kot kateri koli drug kraj na Japonskem. Issen jōšoku (一銭洋食, dobesedno 'zahodnjaška hrana za en kovanec'), tanka palačinka, obložena z zeleno čebulo in kosmiči palamide ali kozic, je postala priljubljena v Hirošimi pred drugo svetovno vojno. Po atomskem bombardiranju mesta avgusta 1945 je issen jōšoku postal poceni način za hrano za preživele prebivalce. Ker izvirnih sestavin ni bilo vedno lahko dobiti, so ga številni ulični prodajalci in trgovine začeli pripravljati »kuhanega, kot vam je všeč« (お好み焼き, okonomijaki), pri čemer so uporabili vse sestavine, ki so bile na voljo.
Sestavine so v plasteh in ne mešane. Plasti so običajno testo, zelje, svinjina in jakisoba. Neobvezni predmeti, kot so lignji, hobotnice, posušeni kosmiči palamide in drugi morski sadeži, pa tudi kosmiči ali prah nori, kalčki fižola mungo, jajca, piščanec, sir in druge sestavine, odvisno od preferenc kuharja in stranke. Rezanci (jakisoba, udon) se uporabljajo tudi kot preliv z ocvrtim jajcem in izdatno količino okonomijaki omake.
Količina uporabljenega zelja je običajno tri- do štirikrat večja od količine, uporabljene v slogu Osake. Začne se nabrano zelo visoko in se potisne navzdol, ko se zelje kuha. Vrstni red plasti se lahko nekoliko razlikuje glede na slog in želje kuharja, sestavine pa se razlikujejo glede na želje stranke. Ta slog se imenuje tudi Hirošima-jaki ali Hirošima-okonomi.
Na območju Hirošime in okoli nje obstajajo številne različice sloga. Fučujaki (府中焼き, fučūjaki) je narejen iz mletega mesa namesto svinjskega trebuha v Fuchūju v Hirošimi.. Ostrige (kaki) zmešajo v okonomijaki, da dobijo kaki-oko v Hinase, Okayama. Na otoku Innošima sorta, imenovana Innošima okonomijaki (因島お好み焼き) (ali na kratko in'oko (いんおこ)) vključuje udon, kosmiče palamide, worcesterske omako in zelenjavo, ocvrto s nekuhanim testom. Skupaj z Onomičijaki se in'oko šteje za gurmansko hrano B razreda vzdolž Šimanami Kaidō. V Hirošimi je restavracija, kjer lahko kupci naročijo jalapeños, tortiljin čips, chorizo in druge latinskoameriške izdelke bodisi v – ali kot prilogo – okonomijakiju.
Otafuku, ena najbolj priljubljenih blagovnih znamk omake okonomijaki, ima sedež v Hirošimi in ima tam muzej okonomijaki in kuharski studio. Okonomi-mura, v Naka-ku v Hirošimi, je bila glede na anketo aprila 2004 najboljša destinacija zabaviščnega parka s hrano za družine na Japonskem.

### Okinava
Hirajači (okinavsko: ヒラヤーチー hirayaachii) je tanka, zelo preprosta okinavska palačinkam podobna jed, podobna bučimgae. To je v bistvu »slana okinavska palačinka s porom« in jo včasih imenujejo »okinavski okonomijaki«. Ime pomeni fry flat v okinavskem jeziku.
Ljudje ga kuhajo doma, zato je na Okinavi malo restavracij z okonomijakijem, med katerimi nobena ne streže hirajačija. Sestavine so sestavljene iz jajc, moke, soli, črnega popra in zelene čebule, prepražene na malo olja v ponvi.

### Druga področja
Okrožje Cukišima v Tokiu je priljubljeno tako za okonomijaki kot mondžajaki (glavna ulica okrožja se imenuje 'Monja Street'). V nekaterih območjih mesta Kjoto strežejo starinski okonomijaki, imenovan betajaki (べた焼き). Jed pripravijo v plasteh iz tankega testa, narezanega zelja in mesa, z ocvrtim jajcem in rezanci.
Okonomijaki je priljubljena ulična hrana v mestih, kot so Manila, Taipei, Bangkok in Džakarta.